# 12
Năm 12 là một năm trong lịch Julius. 